# Marathon féminin aux championnats du monde d'athlétisme 2011
Navigation
Berlin 2009 Moscou 2013
L'épreuve du marathon féminin des championnats du monde de 2011 s'est déroulée le 27 août 2011 dans la ville de Daegu, en Corée du Sud, avec un départ et une arrivée au Gukchae-bosang Memorial Park. Elle est remportée par la Kényane Edna Kiplagat.

## Records et performances

### Records
Les records du marathon femmes (mondial, des championnats et par continent) étaient avant les championnats 2011 les suivants.  
| Record                    | Athlète           | Pays        | Temps           | Lieu     | Date              |
| ------------------------- | ----------------- | ----------- | --------------- | -------- | ----------------- |
| Record du monde           | Paula Radcliffe   | Royaume-Uni | 2 h 15 min 25 s | Londres  | 13 avril 2003     |
| Record des championnats   | Paula Radcliffe   | Royaume-Uni | 2 h 20 min 57 s | Helsinki | 14 août 2005      |
| Record d'Afrique          | Catherine Ndereba | Kenya       | 2 h 18 min 47 s | Chicago  | 7 octobre 2001    |
| Record d'Asie             | Mizuki Noguchi    | Japon       | 2 h 19 min 12 s | Berlin   | 25 septembre 2005 |
| Record d'Amérique du Nord | Deena Kastor      | États-Unis  | 2 h 19 min 36 s | Londres  | 23 avril 2006     |
| Record d'Amérique du Sud  | Carmen Oliveira   | Brésil      | 2 h 27 min 41 s | Boston   | 18 avril 1994     |
| Record d'Europe           | Paula Radcliffe   | Royaume-Uni | 2 h 15 min 25 s | Londres  | 13 avril 2003     |
| Record d'Océanie          | Benita Johnson    | Australie   | 2 h 22 min 36 s | Chicago  | 22 octobre 2006   |

### Meilleures performances de l'année 2011
Les dix athlètes les plus rapides de l'année sont, avant les championnats (au 14 août 2011), les suivants.
|    | Athlète                   | Pays     | Temps           | Date            |
| -- | ------------------------- | -------- | --------------- | --------------- |
| 1  | Mary Jepkosgei Keitany    | Kenya    | 2 h 19 min 19 s | 17 avril 2011   |
| 2  | Edna Ngeringwony Kiplagat | Kenya    | 2 h 20 min 46 s | 17 avril 2011   |
| 3  | Lydia Cheromei            | Kenya    | 2 h 22 min 34 s | 8 mai 2011      |
| 4  | Aselefech Mergia          | Éthiopie | 2 h 22 min 45 s | 21 janvier 2011 |
| 5  | Priscah Jeptoo            | Kenya    | 2 h 22 min 55 s | 10 avril 2011   |
| 6  | Isabellah Andersson       | Suède    | 2 h 23 min 41 s | 21 janvier 2011 |
| 7  | Bezunesh Bekele           | Éthiopie | 2 h 23 min 42 s | 17 avril 2011   |
| 8  | Atsede Baysa              | Éthiopie | 2 h 23 min 50 s | 17 avril 2011   |
| 9  | Yoshimi Ozaki             | Japon    | 2 h 23 min 56 s | 20 février 2011 |
| 10 | Yukiko Akaba              | Japon    | 2 h 24 min 09 s | 17 avril 2011   |

## Critères de qualification
Pour se qualifier pour les Championnats, il fallait avoir réalisé moins de 2 h 43 min 00 s entre le 1er janvier 2010 et le 15 août 2011. 

## Faits marquants
Avec un faux départ, le marathon démarre avec une température de 24 °C et une humidité supérieure à 80 % et un temps couvert. Aux 10 km, les athlètes restent groupées et onze passent en 36 min 26 s, avec en tête Bezunesh Bekele (ETH), Caroline Rotich (KEN), Aselefech Mergia	(ETH), Atsede Baysa	(ETH), Azusa Nojiri, Remi Nakazato, Yukiko Akaba (JPN), Cheng Rong (CHN), Marisa Barros (POR), Sharon Jemutai Cherop (KEN), Lishan Dula	(BRN), suivies par une petite vingtaine d'autres marathoniennes groupées à 36 min 27-28 s. Seule Nojiri tente d'imposer son rythme et reste en tête du groupe. Au premier tour (15 km), 54 min 11 s, les trois Éthiopiennes passent en tête, mais Barros les rattrape pour prendre la tête à son tour. Aux 20 km, en 1 h 12 min 39 s, 31 athlètes restent groupées derrière Priscah Jeptoo (KEN) en moins de quatre secondes.
Seule la 31e, Lucia Kimani, une Bosnienne d'origine kényane, se retire peu après. À 1 h 30 min de course, les 30 marathoniennes restent très groupées. Ce n'est qu'après deux heures de course que se détachent nettement du groupe cinq marathoniennes : deux Éthiopiennes Aselefech Mergia et Bezunesh Bekele mais surtout trois Kényanes Sharon Jemutai Cherop, Edna Ngeringwony Kiplagat et Priscah Jeptoo. Mais rapidement les Kényanes prennent le large et créent une distance difficile à rattraper. Le Kenya est désormais quasiment certain de remporter la Coupe du monde et de réaliser le premier triplé sur cette distance. Cherop et Kiplagat se bousculent lors d'un rafraîchissement et Cherop tombe sur les genoux. Kiplagat accèlere de façon décisive distançant Jeptoo et surtout Cherop. Aux 40 km, en 2 h 21 min 30 s, Kiplagat distance Jeptoo de 9 s, la Cherop de 11 s, Bekele de 36 s, puis plus loin Yukiko Akaba, Zhu Xiaolin, Isabellah Andersson et Marisa Barros qui complètent les finalistes au 40 km. Kiplagat remporte aisément le marathon en 2 h 28 min 43 s, seule Wang Jiali (CHN) arrivant à prendre la dernière place de finaliste à Barros, en 2 h 30 min 25.
Pour les équipes en Coupe du monde, celles qui reçoivent une récompense sont au nombre de six : le Kenya en 7 h 26 min 57 s, la Chine (2e), l'Éthiopie (3e), le Japon, l'Ukraine et les États-Unis. La nation hôte termine 7e et dernière classée.

## Résultats
| Rang               | Athlète                      | Nationalité        | Temps           | Notes |
| ------------------ | ---------------------------- | ------------------ | --------------- | ----- |
| Médaille d'or      | Edna Ngeringwony Kiplagat    | Kenya              | 2 h 28 min 43 s |       |
| Médaille d'argent  | Priscah Jeptoo               | Kenya              | 2 h 29 min 00 s |       |
| Médaille de bronze | Sharon Jemutai Cherop        | Kenya              | 2 h 29 min 14 s | SB    |
| 4                  | Bezunesh Bekele              | Éthiopie           | 2 h 29 min 21 s |       |
| 5                  | Yukiko Akaba                 | Japon              | 2 h 29 min 35 s |       |
| 6                  | Zhu Xiaolin                  | Chine              | 2 h 29 min 58 s |       |
| 7                  | Isabellah Andersson          | Suède              | 2 h 30 min 13 s |       |
| 8                  | Wang Jiali                   | Chine              | 2 h 30 min 25 s |       |
| 9                  | Marisa Barros                | Portugal           | 2 h 30 min 29 s |       |
| 10                 | Remi Nakazato                | Japon              | 2 h 30 min 52 s |       |
| 11                 | Chen Rong                    | Chine              | 2 h 31 min 11 s |       |
| 12                 | Aberu Kebede                 | Éthiopie           | 2 h 31 min 22 s |       |
| 13                 | Irene Jerotich Kosgei        | Kenya              | 2 h 31 min 29 s | SB    |
| 14                 | Atsede Baysa                 | Éthiopie           | 2 h 31 min 37 s |       |
| 15                 | Tetyana Gamera-Shmyrko       | Ukraine            | 2 h 31 min 58 s |       |
| 16                 | Jia Chaofeng                 | Chine              | 2 h 31 min 58 s |       |
| 17                 | Tera Moody                   | États-Unis         | 2 h 32 min 04 s | SB    |
| 18                 | Yoshimi Ozaki                | Japon              | 2 h 32 min 31 s |       |
| 19                 | Azusa Nojiri                 | Japon              | 2 h 33 min 42 s |       |
| 20                 | Lishan Dula                  | Bahreïn            | 2 h 33 min 47 s |       |
| 21                 | Olena Burkovska              | Ukraine            | 2 h 34 min 21 s |       |
| 22                 | Mai Ito                      | Japon              | 2 h 35 min 16 s |       |
| 23                 | Margarita Plaksina           | Russie             | 2 h 35 min 39 s |       |
| 24                 | Susan Partridge              | Royaume-Uni        | 2 h 35 min 57 s |       |
| 25                 | Diana Lobačevskė             | Lituanie           | 2 h 36 min 05 s | SB    |
| 26                 | Wang Xuequin                 | Chine              | 2 h 36 min 10 s |       |
| 27                 | Lisa Stublić                 | Croatie            | 2 h 36 min 41 s |       |
| 28                 | Kim Seong-eun                | Corée du Sud       | 2 h 37 min 05 s | SB    |
| 29                 | Caroline Rotich              | Kenya              | 2 h 37 min 07 s | SB    |
| 30                 | Kathy Newberry               | États-Unis         | 2 h 37 min 28 s | SB    |
| 31                 | René Kalmer                  | Afrique du Sud     | 2 h 38 min 16 s |       |
| 32                 | Alisa McKaig                 | États-Unis         | 2 h 38 min 23 s | SB    |
| 33                 | Tetyana Holovchenko          | Ukraine            | 2 h 39 min 25 s | SB    |
| 34                 | Lee Sook-Jung                | Corée du Sud       | 2 h 40 min 23 s |       |
| 35                 | Chung Yun-Hee                | Corée du Sud       | 2 h 42 min 28 s |       |
| 36                 | Bahar Doğan                  | Turquie            | 2 h 42 min 56 s |       |
| 37                 | Annerien van Schalkwyk       | Afrique du Sud     | 2 h 43 min 59 s | SB    |
| 38                 | Colleen De Reuck             | États-Unis         | 2 h 44 min 35 s | SB    |
| 39                 | Luvsanlkhündegiin Otgonbayar | Mongolie           | 2 h 45 min 58 s |       |
| 40                 | Zoila Gómez                  | États-Unis         | 2 h 46 min 44 s | SB    |
| 41                 | Judith Toribio               | Pérou              | 2 h 47 min 21 s |       |
| 42                 | Alyson Dixon                 | Royaume-Uni        | 2 h 50 min 51 s |       |
| 43                 | Park Jun-Sook                | Corée du Sud       | 3 h 03 min 34 s |       |
| 44                 | Choi Bo-ra                   | Corée du Sud       | 3 h 10 min 06 s |       |
| 45                 | Moleboheng Mafata            | Lesotho            | 3 h 28 min 30 s | SB    |
| 46                 | Shariska Winterdal           | Aruba              | 3 h 49 min 48 s | SB    |
|                    | Dire Tune                    | Éthiopie           | DSQ             |       |
|                    | Lucia Kimani                 | Bosnie-Herzégovine | DNF             |       |
|                    | Alessandra Aguilar           | Espagne            | DNF             |       |
|                    | Aselefech Mergia             | Éthiopie           | DNF             |       |
|                    | Jemena Misayauri             | Pérou              | DNF             |       |
|                    | Epiphanie Nyirabarame        | Rwanda             | DNF             |       |
|                    | Yuliya Ruban                 | Ukraine            | DNF             |       |
|                    | Kateryna Stetsenko           | Ukraine            | DNF             |       |
|                    | Tanith Maxwell               | Afrique du Sud     | DNS             |       |

### Temps intermédiaires
| Distance | Athlète                   | Pays     | Temps           |
| -------- | ------------------------- | -------- | --------------- |
| 5 km     | Bezunesh Bekele           | Éthiopie | 18 min 34 s     |
| 10 km    | Bezunesh Bekele           | Éthiopie | 36 min 26 s     |
| 20 km    | Priscah Jeptoo            | Kenya    | 1 h 12 min 39 s |
| 40 km    | Edna Ngeringwony Kiplagat | Kenya    | 2 h 21 min 30 s |

## Légende
Records et Performances
- AR : Record continental (area record)
- CR : Record des championnats (championship record)
- MR : Record du meeting (meet record)
- NR : Record national (national record)
- OR : Record olympique (olympic record)
- PR : Record paralympique (paralympic record)
- PB : Record personnel (personal best)
- SB : Meilleure performance personnelle de la saison (season's best)
- WL : Meilleure performance mondiale de l'année (world leader)
- WJR : Record du monde junior (world junior record)
- WR : Record du monde (world record)

Circonstances et Conditions
- DNF : N'a pas terminé (did not finish)
- DNS : N'a pas pris le départ (did not start)
- DQ : Disqualification (disqualification)
- NM : Aucun essai valable enregistré (No Mark)
- Q : Qualifié « directement » au prochain tour (ou à la prochaine compétition), lors d'une compétition majeure, grâce au classement ou à la réalisation des minima (automatic qualifier)
- q : Qualifié au prochain tour (ou à la prochaine compétition), lors d'une compétition majeure, grâce au repêchage ou à la réalisation de l'une des meilleures performances parmi celles des « non qualifiés directement » (grâce au meilleur temps ou à la meilleure distance par exemple) (secondary qualifier)